# 팅커벨 5: 해적 요정
《팅커벨 5: 해적 요정》(The Pirate Fairy)은 2014년 공개된 미국의 애니메이션 영화이다.